# Mircea Geoană
Mircea Dan Geoană (Bucarest, 14 luglio 1958) è un politico e diplomatico rumeno.
Ambasciatore della Romania negli Stati Uniti dal 1996 al 2000, è poi stato ministro degli esteri del governo Năstase.
Si è iscritto al Partito Social Democratico nel 2001 e ne è stato prima vicepresidente (2001-2005) e poi presidente dall'aprile 2005 al febbraio 2010.
Nel 2009 si è candidato alle elezioni presidenziali, ma al ballottaggio è stato sconfitto da Traian Băsescu con uno scarto di 70.000 voti. Si è candidato nuovamente nel 2024, quando ha ottenuto il 6% dei voti.
Eletto senatore in tre legislature, dal 19 dicembre 2008 al 23 novembre 2011 è stato anche Presidente del Senato della Romania.
Dal 2019 al 2024 ha ricoperto l'incarico di segretario generale delegato della NATO.

## Formazione e attività nella società civile
Il padre Ioan Geoană (1928-2009) fece parte dell'esercito dal 1965 al 1992 e fu a capo del Comando di difesa civile. Figurò tra gli imputati dell'inchiesta sulla rivoluzione romena del 1989. La madre Elena Iuliana era ingegnere presso la ITB.
Mircea Geoană nacque a Bucarest il 14 luglio 1958. Si diplomò nel 1976 al liceo Sfântul Sava con un profilo umanistico e proseguì gli studi in ingegneria meccanica presso l'Università Politecnica di Bucarest, dove si laureò nel 1983. Fu, quindi, ingegnere per la società di Stato Energomontaj di Bucarest fino al 1990.
Nel 1988 si iscrisse alla facoltà di giurisprudenza dell'Università di Bucarest e completò gli studi nel 1993. L'anno successivo partecipò ad un corso sulle istituzioni democratiche organizzato dalla NATO. Tra il 1991 e il 1992 frequentò anche l'École nationale d'administration. Nel 1999 conseguì un master in management presso l'Harvard Business School e nel 2005 un dottorato in economia mondiale all'Accademia degli studi economici di Bucarest, con una tesi dal titolo «Evoluzioni nella zona del Nord Atlantico. Conclusioni per l'integrazione della Romania nelle strutture euro-atlantiche» («Evoluții în zona Atlanticului de Nord. Concluzii pentru integrarea României în structurile euro-atlantice»).
Nel 2006 fondò e fu presidente dell'Aspen Institute Romania, un'organizzazione non governativa che operava nel campo politico. Fu membro fondatore del Club Harvard Romania-Moldavia e dell'associazione degli ex studenti rumeni dell'École nationale d'administration. Tra gli altri incarichi fu presidente onorario dell'Associazione George C. Marshall Romania, membro del Black Sea Trust Fund e del Global Progressive Forum.

## Attività diplomatica

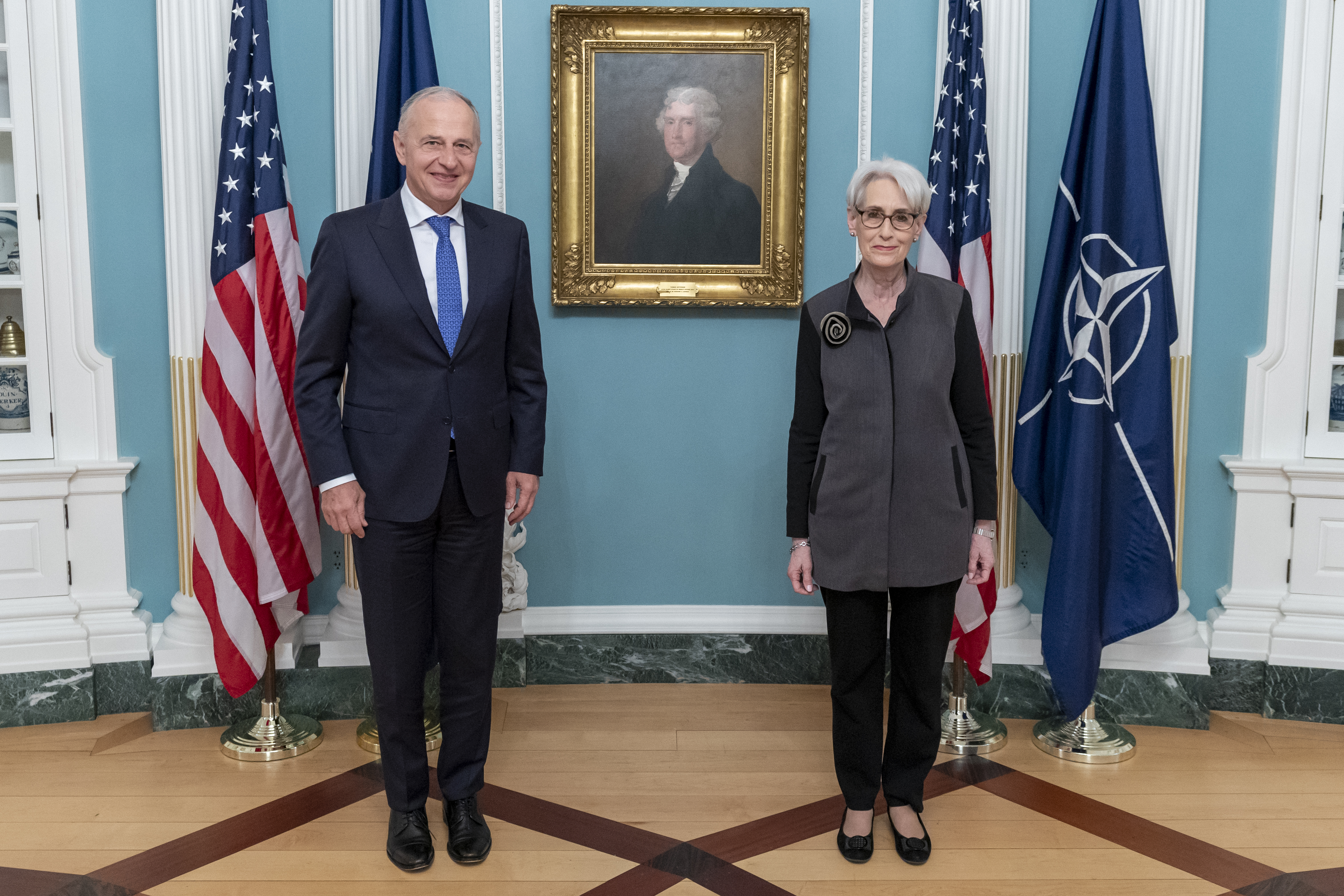
Mircea Geoană all'incontro con il Vicesegretario di Stato degli Stati Uniti, Wendy Sherman, il 10 maggio 2022.

Conoscitore della lingua francese, nel 1990 fu assunto dal ministero degli esteri come responsabile per le relazioni con la Francia. L'anno successivo il ministro Adrian Năstase lo promosse a capo della direzione per gli affari europei per i rapporti con NATO, Unione europea, OSCE, UEO e Consiglio d'Europa. In tale veste nel 1991 condusse la delegazione rumena presso il comitato degli alti funzionari dell'OSCE.
Nel 1994 diventò direttore generale della direzione generale per l'Asia, l'America latina, il Medioriente e l'Africa e nel 1995 anche per l'Europa e il Nord America. Tra il 1993 e il 1995 fu contestualmente portavoce del ministero degli esteri allora condotto da Teodor Meleșcanu.
Nel febbraio 1996 fu nominato per il trasferimento a Washington, divenendo a 37 anni il più giovane ambasciatore rumeno. Nel marzo 2000 gli fu assegnato il rango diplomatico di "ambasciatore".
Il 17 luglio 2019 fu indicato per succedere alla statunitense Rose Gottemoeller nel ruolo di segretario generale delegato della NATO, assumendo ufficialmente l'incarico ad ottobre dello stesso anno. Il mandato gli fu prolungato una prima volta fino al 2023 e poi fino all'ottobre 2024. In tale veste, esprimendosi sull'invasione russa dell'Ucraina del 2022, si pronunciò più volte per la continuazione del sostegno militare ed economico agli ucraini. Si dimise il 3 settembre 2024.

## Carriera politica

### Ministro degli esteri

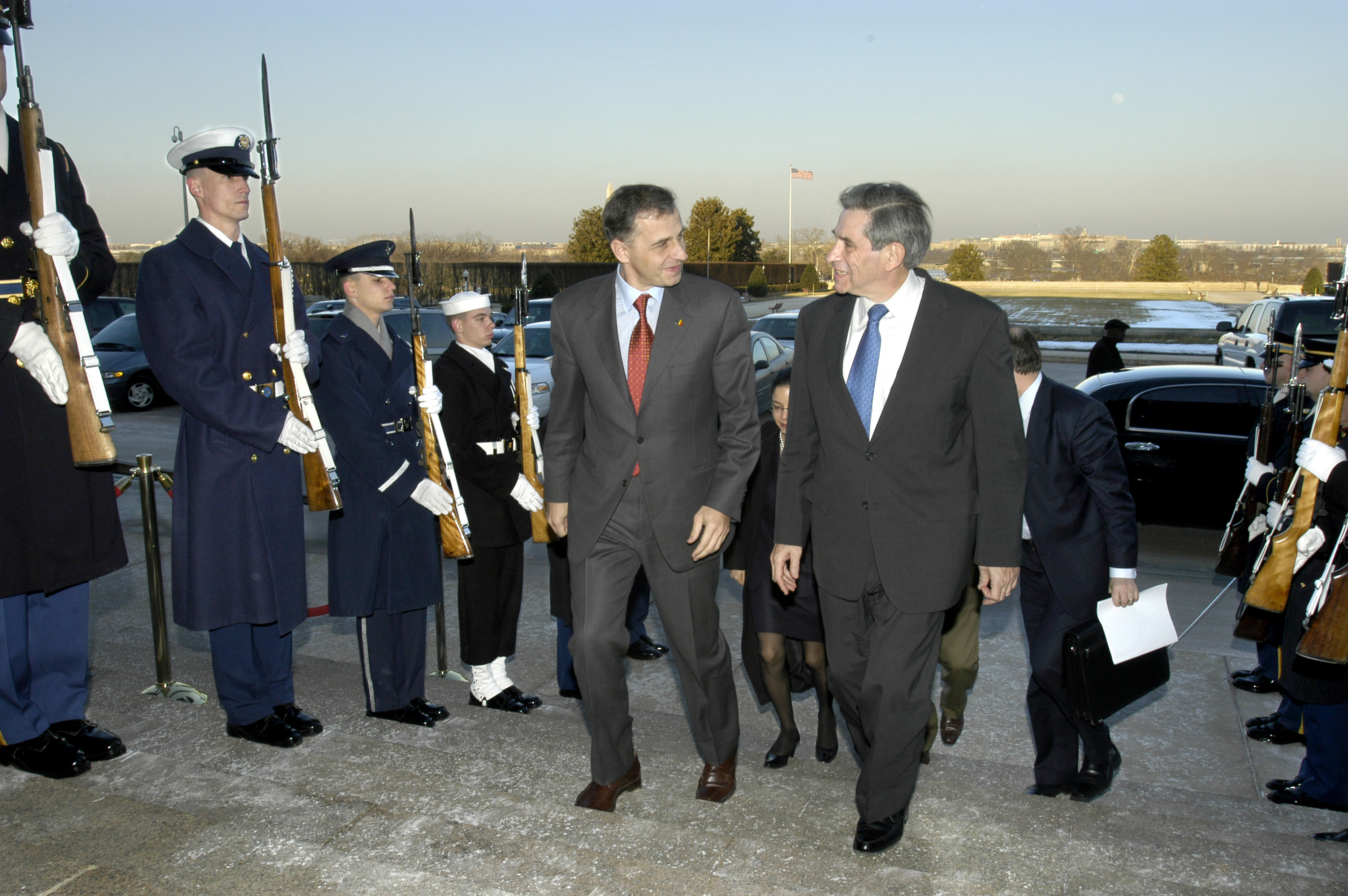
Mircea Geoană, ministro degli esteri del governo Năstase, incontra il vicesegretario della difesa degli Stati Uniti Paul Wolfowitz al Pentagono il 4 febbraio 2004.

In seguito alla vittoria delle elezioni parlamentari del 2000, il neopremier Adrian Năstase lo nominò ministro degli esteri del suo governo. All'epoca non affiliato politicamente, Geoană si iscrisse al Partito Social Democratico (PSD) nel 2001, quando ne fu anche indicato vicepresidente.
In qualità di ministro degli esteri l'11 gennaio 2001, in occasione del consiglio permanente dell'Organizzazione per la sicurezza e la cooperazione in Europa, assunse per un anno la presidenza rotativa dell'OSCE. Tra gli obiettivi del proprio mandato elencò la soluzione dei conflitti in atto in Jugoslavia, Moldavia e Cecenia. Nel 2005 fu poi rappresentante personale del presidente in esercizio dell'OSCE per la Georgia.
Il governo Năstase considerò prioritarie le adesioni a NATO e Unione europea, riuscendovi in entrambi i casi. I rapporti con gli Stati Uniti furono segnati da varie visite ufficiali e dal costante sostegno della diplomazia americana alla Romania. Governo e parlamento garantirono il proprio appoggio agli Stati Uniti nella guerra al terrorismo di George W. Bush e nel novembre 2002 fu deliberata l'ammissione della Romania alla NATO a decorrere dal marzo 2004.
Sul piano dei negoziati con l'Unione europea, nonostante le perplessità degli alleati sulla riforma dell'economia e sui successi della lotta alla corruzione, la riunione dei capi di Stato e di governo dell'UE del 16-17 dicembre 2004 ratificò l'ammissione della Romania, calendarizzando la firma del trattato per il 2005 e l'adesione al fianco della Bulgaria per il 2007.

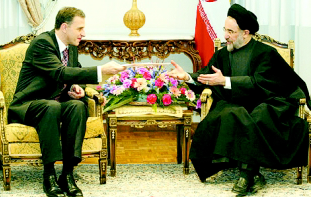
Mircea Geoană con il Presidente della Repubblica Islamica dell'Iran, Mohammad Khatami, nel 2003.

Grazie al miglioramento delle politiche di controllo dell'emigrazione clandestina, il 7 dicembre 2001 il Consiglio Giustizia e Affari interni dell'UE deliberò l'abolizione del sistema dei visti per i cittadini rumeni che viaggiavano nello spazio Schengen a partire dal 1º gennaio 2002
La politica estera del periodo 2001-2004 si distinse anche per la normalizzazione dei rapporti con la Russia. Nel corso della presidenza rumena dell'OSCE Mircea Geoană elaborò diversi progetti per la zona del Caucaso senza incontrare l'ostruzionismo della Russia. I negoziati per un trattato tra i due paesi ebbero inizio nell'ottobre 2001 e si conclusero con la firma sull'accordo avvenuta a Mosca il 4 luglio 2003. Secondo i termini del trattato entrambi gli stati avrebbero potuto aderire a qualunque alleanza politica o militare avessero voluto. L'argomento dei problemi storici non fu inserito fra le previsioni del patto, ma in una dichiarazione dei ministri degli esteri Geoană e Igor Ivanov.
Dal 1º luglio 2004 Geoană rivestì per un mese l'incarico di presidente del Consiglio di sicurezza delle Nazioni Unite e in tale veste fu il primo politico occidentale a visitare l'Iraq dopo il trasferimento di sovranità dall'esercito americano al neonato governo iraqeno.

### Elezioni del 2004

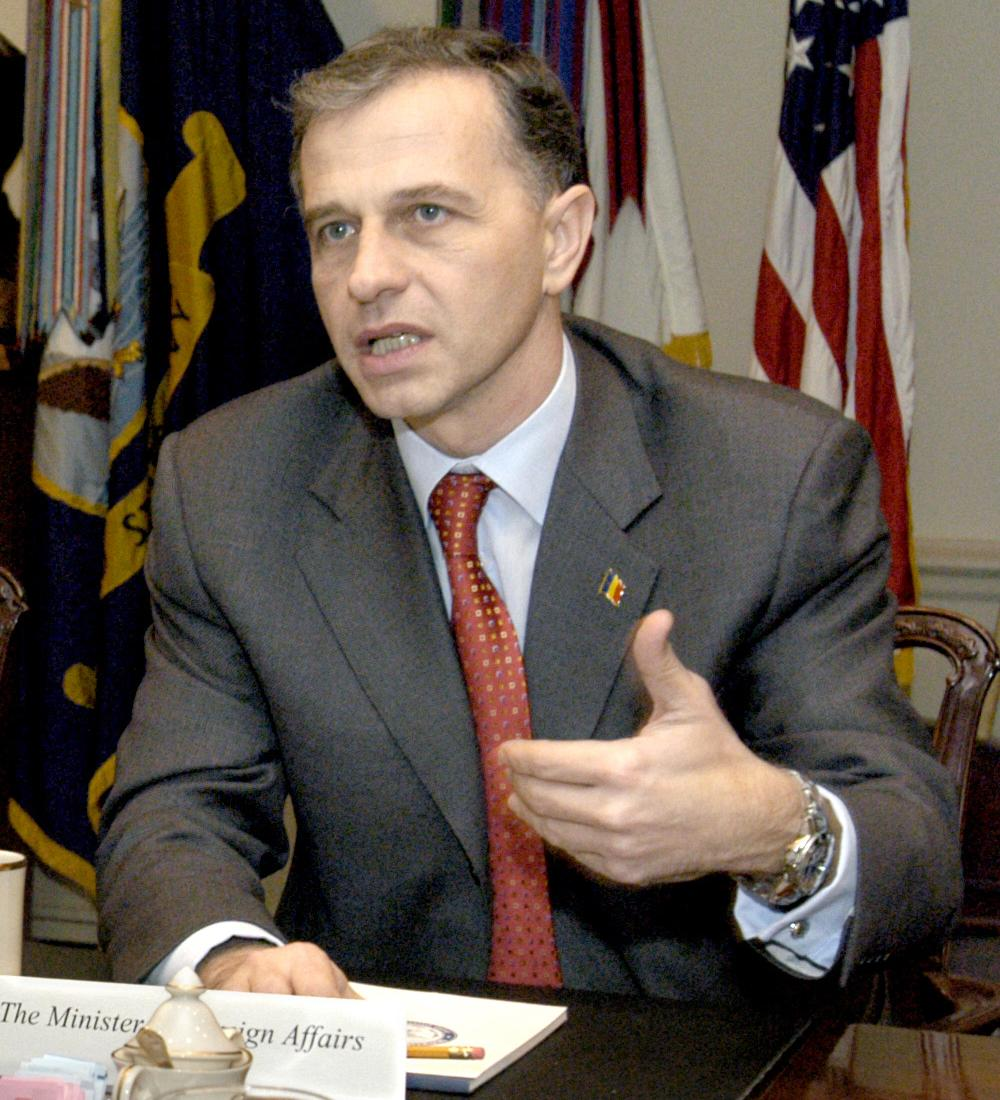
Mircea Geoană nel 2004.

Mentre era in carica come ministro degli esteri, il PSD lo presentò come proprio rappresentante per la nomina a sindaco di Bucarest alle elezioni locali del 6 giugno 2004, ma la sua tardiva candidatura non convinse l'elettorato, che gli preferì l'esponente del Partito Democratico Traian Băsescu, che lo sconfisse con un 55% a 30%.
Cinque mesi più tardi il partito propose Năstase per la presidenza della Romania e Geoană come possibile primo ministro di un nuovo governo PSD risultante dalle elezioni parlamentari del 2004. La sconfitta di Năstase contro Traian Băsescu alle elezioni presidenziali, tuttavia, aprì le porte per un governo condotto dalla coalizione di centro-destra Alleanza Giustizia e Verità, malgrado Geoană avesse già intavolato delle trattative per la nascita di un esecutivo di coalizione tra il PSD e altre forze minori.
Per via delle sue dichiarazioni tra primo turno e ballottaggio per le presidenziali, in cui sosteneva che il partito era sul punto di realizzare un'alleanza di governo con l'Unione Democratica Magiara di Romania, nel marzo 2005 l'ex capo di Stato Ion Iliescu lo definì pubblicamente "sciocco" (in rumeno "prostanac"). Secondo questi, infatti, le voci di una possibile coalizione con l'UDMR avrebbero avuto peso a livello elettorale e contribuito alla sconfitta di Năstase.
Alle parlamentari fu eletto senatore nella circoscrizione del distretto di Dolj. Fu per l'intera legislatura presidente della commissione per la politica estera del senato e membro di quella congiunta con la camera dei deputati per gli affari europei.

### Presidente del Partito Social Democratico

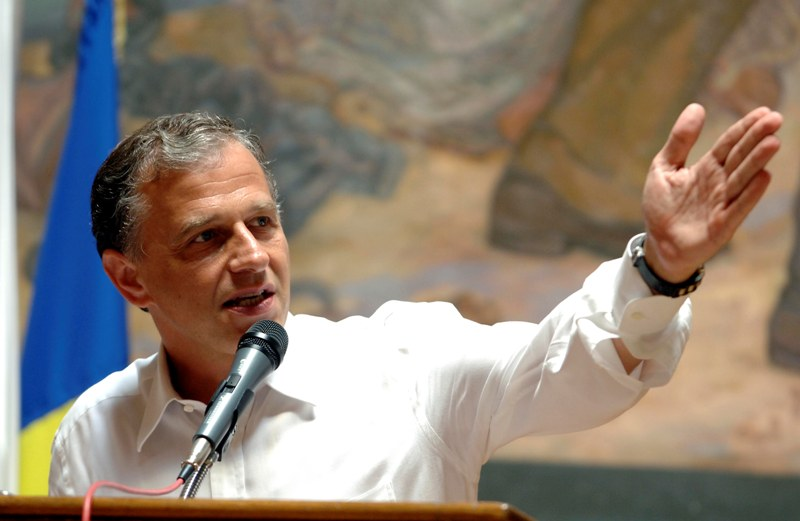
Mircea Geoană nel 2006.

Passato all'opposizione, il PSD prese atto della decisione di Năstase di lasciare la presidenza del partito e il 21 aprile 2005 organizzò il congresso per la scelta del suo successore. Malgrado Iliescu partisse come favorito, con il 70% dei voti i delegati a sorpresa elessero Geoană (964 a 530). L'ex ministro degli esteri fu sostenuto da una corrente riformista (il cosiddetto "gruppo di Cluj"), intenzionata a sostituire con una figura giovane il vecchio gruppo dirigente legato alle precedenti strutture di potere e ideologicamente vicino più al comunismo che non alla socialdemocrazia moderna, di cui Iliescu era uno dei più evidenti esponenti. La corrente che favorì l'elezione di Geoană propugnava la necessità di ammodernare il PSD decentrando il potere decisionale e allontanandosi dall'influenza ideologica di alcuni leader legati al passato. Da leader del PSD Geoană si scontrò più volte con Iliescu, che criticò puntualmente le iniziative del capo del partito, pur senza intraprendere azioni punitive per timore di un'ondata di dimissioni. Nella prima parte del 2006, inoltre, Geoană sostenne la sospensione dal partito di Adrian Năstase, che era coinvolto in uno scandalo di corruzione.
Nel gennaio 2006 fu nominato co-presidente del comitato dell'Internazionale socialista per l'Europa sud-orientale, insieme a Sergej Stanišev.
Il 10 dicembre 2006 ad un nuovo congresso del PSD, presentando il programma «Romania sociale» («România socială»), fu confermato alla presidenza del partito vincendo la concorrenza di Sorin Oprescu con 981 voti a 385.
Il PSD fu il maggior gruppo d'opposizione della legislatura 2004-2008 e fu tra i maggiori critici del governo Tăriceanu I. Nell'aprile 2007 la rottura della coalizione di centro-destra, tuttavia, ne cambiò la strategia. Geoană si mostrò disponibile a fornire il proprio sostegno esterno al governo Tăriceanu II in base alla condotta del governo, promettendo di valutare singolarmente ogni provvedimento. Dall'aprile 2007 al dicembre 2008 il governo composto da Partito Nazionale Liberale e UDMR riuscì a sopravvivere in netta minoranza grazie al sostegno non dichiarato di diverse frange del PSD, sostenute tra gli altri da Năstase e Iliescu, interessate a rafforzare i rapporti con i liberali per ottenere concessioni politiche pur stando all'opposizione.
Tra le altre iniziative politiche, nel maggio 2007 il PSD supportò la celebrazione di un referendum per la destituzione del presidente della Romania Traian Băsescu, messo in stato d'accusa per presunte violazioni alla costituzione. La votazione, tuttavia, non ebbe risultati concreti e Băsescu tornò in carica. La sconfitta del PSD in occasione del referendum e la frattura fra i sostenitori di un'alleanza con il PNL e quelli contrari a tale decisione acuirono le tensioni interne. Divisioni emersero anche in occasione di una mozione di sfiducia bocciata dal parlamento nell'ottobre 2007, sulla quale la linea ufficiale dettata da Geoană prevedeva il voto contro il governo, ma sulla quale diversi leader del PSD mostrarono le loro reticenze.

### Presidente del Senato
In vista delle elezioni parlamentari del 2008, il 27 settembre di quell'anno il PSD organizzò un congresso straordinario che consacrò a livello nazionale l'alleanza con il Partito Conservatore e indicò in Geoană il proprio candidato alla funzione di premier.
Geoană fu eletto senatore nella circoscrizione di Dăbuleni, ottenendo il 65% delle preferenze, mentre a livello nazionale i risultati del 30 novembre 2008 restituirono un sostanziale pareggio tra le due forze più votate, il PDL e il PSD. Vista l'impossibilità di formare individualmente una maggioranza, i due partiti si videro costretti ad un'alleanza, che portò alla nascita del «Partenariato per la Romania», un documento programmatico firmato il 14 dicembre dai due presidenti Emil Boc e Mircea Geoană. In conseguenza dell'accordo Boc assunse il ruolo di primo ministro, mentre il 19 dicembre 2008 Geoană fu eletto presidente del senato con 96 voti favorevoli e 35 contrari. A margine del patto a Geoană fu riservato anche un posto da vicepresidente nel Consiglio Supremo di Difesa del Paese (CSAT).
Il funzionamento della maggioranza fu costantemente compromesso da dissensi interni a causa di profonde divergenze ideologiche, mentre i due partiti rivaleggiavano a livello politico. Alle elezioni europee del 7 giugno 2009 il PSD superò di un punto percentuale il PDL, mentre Geoană entrò in contrasto con il presidente della Romania Băsescu, che era sostenuto dal PDL. Il leader del PSD accusò Băsescu di sfruttare per finalità elettorali l'annuncio fatto il 4 giugno sul ritiro delle truppe rumene dall'Iraq e si dimise dal CSAT in polemica con il capo di Stato. Il 7 luglio 2009 la Corte costituzionale, in ogni caso, stabilì che l'ordinanza che aveva consentito a Geoană di partecipare al CSAT era incostituzionale.
Al culmine delle dispute tra PSD e PDL, il 1º ottobre 2009 Geoană annunciò che il suo partito lasciava la maggioranza, biasimando l'atteggiamento del capo di Stato. Il 13 ottobre il partito si unì agli altri gruppi d'opposizione votando a favore della sfiducia del governo Boc che, battuto, fu costretto alle dimissioni, ma rimase in carica ad interim in attesa della designazione di un nuovo primo ministro.

### Elezioni presidenziali del 2009

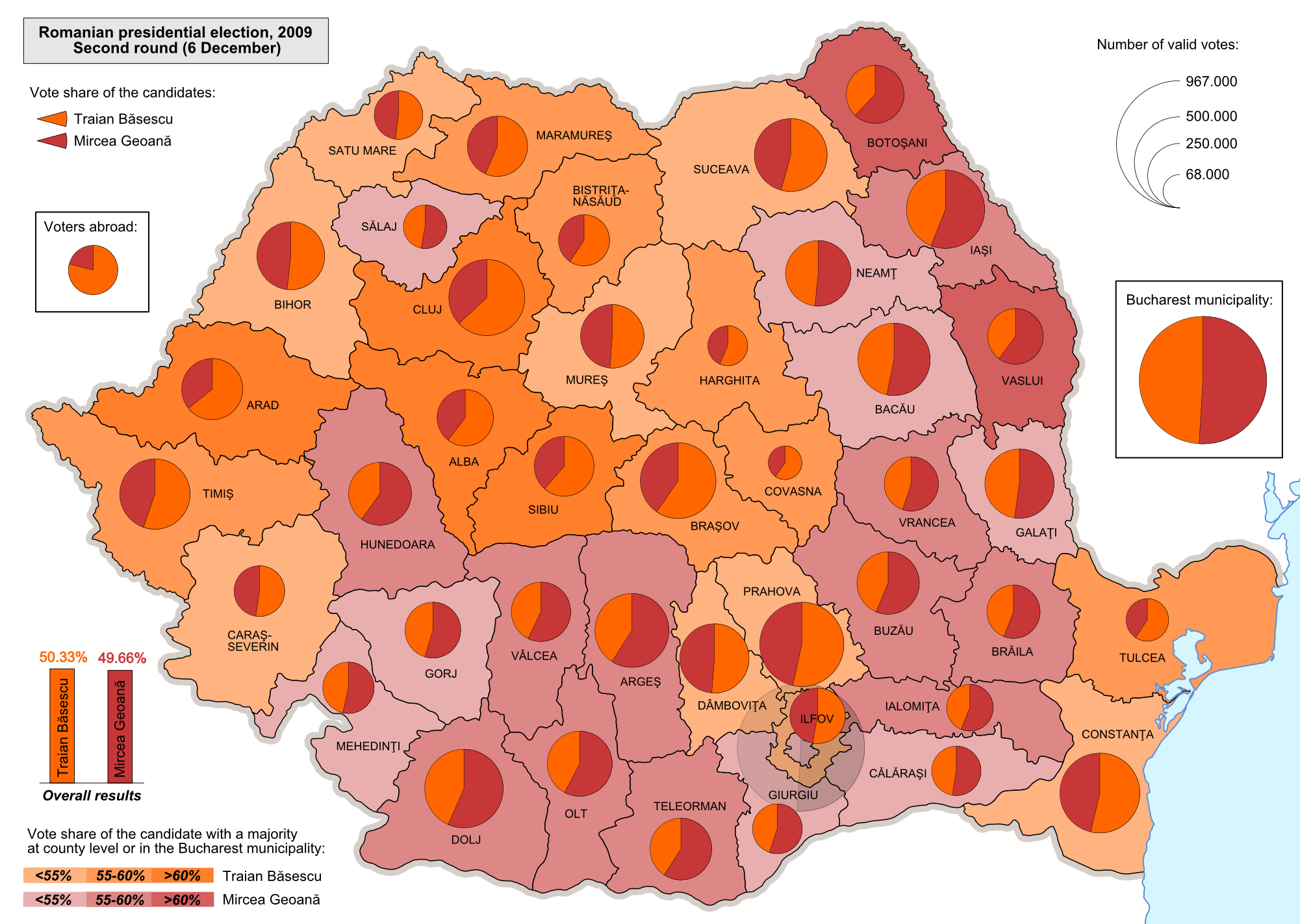
Carta raffigurante graficamente le percentuali di voto per ognuno dei candidati suddivise per distretto al ballottaggio delle Elezioni presidenziali in Romania del 2009

Il congresso del PSD del 2 ottobre 2009 ratificò la candidatura di Geoană alla presidenza della Romania. Nel corso della campagna elettorale fece ampio ricorso all'espediente retorico dell'unità nazionale e sociale, promettendo azioni per la riforma del sistema previdenziale, per la creazione di posti di lavoro e per gli aiuti all'agricoltura. Fu, però, bersaglio degli attacchi del presidente uscente Băsescu, che concorreva per un secondo mandato. Questi accusò ripetutamente il candidato del PSD di essere una marionetta nelle mani di ricchi magnati o di più carismatici personaggi politici quali Ion Iliescu. Il 10 novembre 2009 fu divulgata la notizia che, nel mese di aprile dello stesso anno, si fosse recato in segreto in Russia per incontrare le autorità locali e il presidente Dmitrij Medvedev. La mancanza di chiarezza nelle spiegazioni sui motivi del viaggio ebbe ripercussioni sull'andamento della campagna elettorale e diede spunto a Băsescu di accusarlo di difendere interessi economici e politici illegittimi.
Al primo turno del 22 novembre Băsescu ottenne il 32%, mentre Geoană il 31%. Al ballottaggio la maggior parte dei partiti si schierò a favore di Geoană. Il 1º dicembre 2009 insieme al presidente del PNL Crin Antonescu firmò il «Partenariato per Timișoara», documento che sanciva l'alleanza dei partiti d'opposizione contro la rielezione di Băsescu. L'obiettivo dei contraenti era quello eleggere alla presidenza Geoană, che avrebbe poi dovuto indicare Klaus Iohannis (PNL) quale primo ministro di un nuovo governo di coalizione composto dai partiti d'opposizione.
Il 3 dicembre 2009 si svolse l'ultimo dibattito televisivo tra i due candidati. Pressato da una domanda di Băsescu, Geoană non fu in grado di spiegare il motivo della visita avvenuta la sera precedente a casa del controverso imprenditore Sorin Ovidiu Vântu. Secondo gli osservatori politici tali incertezze furono decisive per la sua sconfitta.
Seppur la maggior parte degli exit poll resi pubblici il 6 dicembre desse Geoană come vincitore, elemento che lo spinse a dichiarare il proprio successo nella stessa sera, il giorno successivo l'Ufficio elettorale centrale ultimò lo spoglio e annunciò che Băsescu aveva un vantaggio di poco più di 70.000 preferenze.
Accusando dei brogli elettorali, in un primo momento il PSD e i suoi alleati si rifiutarono di riconoscere il risultato del ballottaggio e si rivolsero alla Corte costituzionale della Romania chiedendo la ripetizione del voto. Dopo il ricalcolo dei voti nulli, il 14 dicembre 2009 i giudici respinsero il ricorso e decretarono il successo di Traian Băsescu.

### Prima espulsione dal PSD

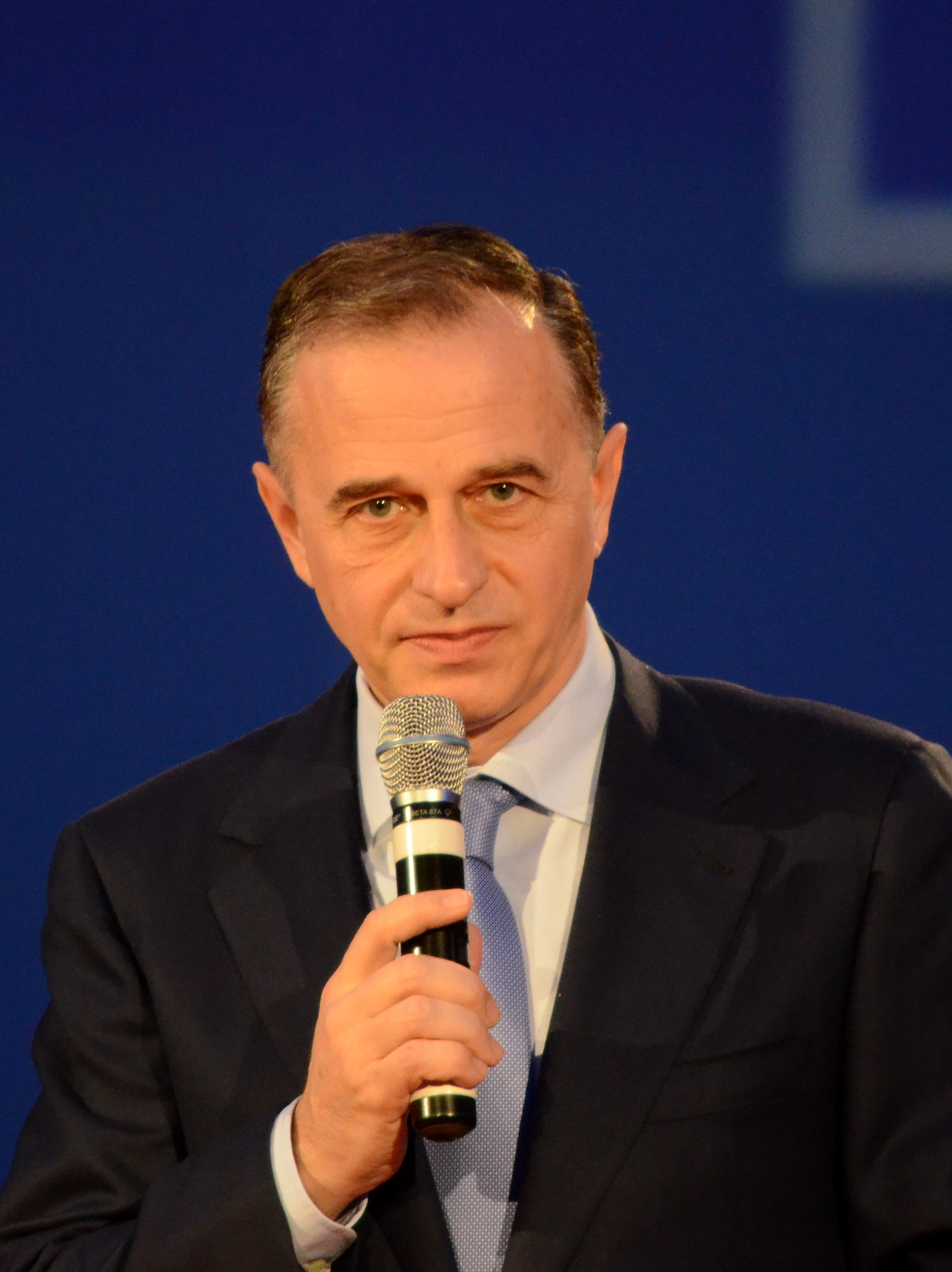
Mircea Geoană in occasione del lancio dell'associazione România noastră nel marzo 2012.

Indebolito dalla sconfitta alle presidenziali, Geoană provò a ricandidarsi a capo del PSD al congresso del 20 febbraio 2010, ma fu battuto da Victor Ponta, eletto nuovo leader del partito con 856 voti a 781.
Critico nei confronti della nuova dirigenza, il 14 dicembre 2010 l'ufficio esecutivo del partito lo sospese per sei mesi a causa di varie affermazioni considerate dannose per l'unità del PSD. Nell'autunno del 2011 rilasciò delle dichiarazioni polemiche nei confronti di Iliescu e di altri membri della direzione, annunciando inoltre di volersi ricandidare alla presidenza della Romania. Geoană effettuò anche una visita pubblica negli Stati Uniti dove incontrò diverse autorità locali, senza informare i vertici del partito. Ciò portò a nuove frizioni con Ponta.
Il 31 ottobre 2011, perciò, il gruppo parlamentare del PSD chiese la revoca di Geoană dalla presidenza del senato. Il 7 novembre i senatori del PSD si espressero con 25 voti favorevoli e 5 astenuti, mentre Geoană rifiutò di dimettersi. Il 14 novembre con 43 voti favorevoli e 5 contrari la commissione di integrità del partito propose la sua espulsione dal PSD per violazioni allo statuto. La decisione fu convalidata dal comitato esecutivo del 22 novembre (50 favorevoli, 5 contrari e 3 astenuti). Il giorno successivo il senato votò per la sua revoca dell'incarico di presidente della camera alta, con 112 favorevoli, 2 contrari e 5 astenuti.
Emarginato dal PSD, il 16 marzo 2012 presentò un'associazione chiamata România noastră, mentre il successivo 3 aprile alcuni suoi sostenitori ne fondarono il braccio politico, il partito Prodemo.
Nel maggio 2012 assunse la presidenza della commissione per la politica estera del senato.

### Seconda espulsione dal PSD

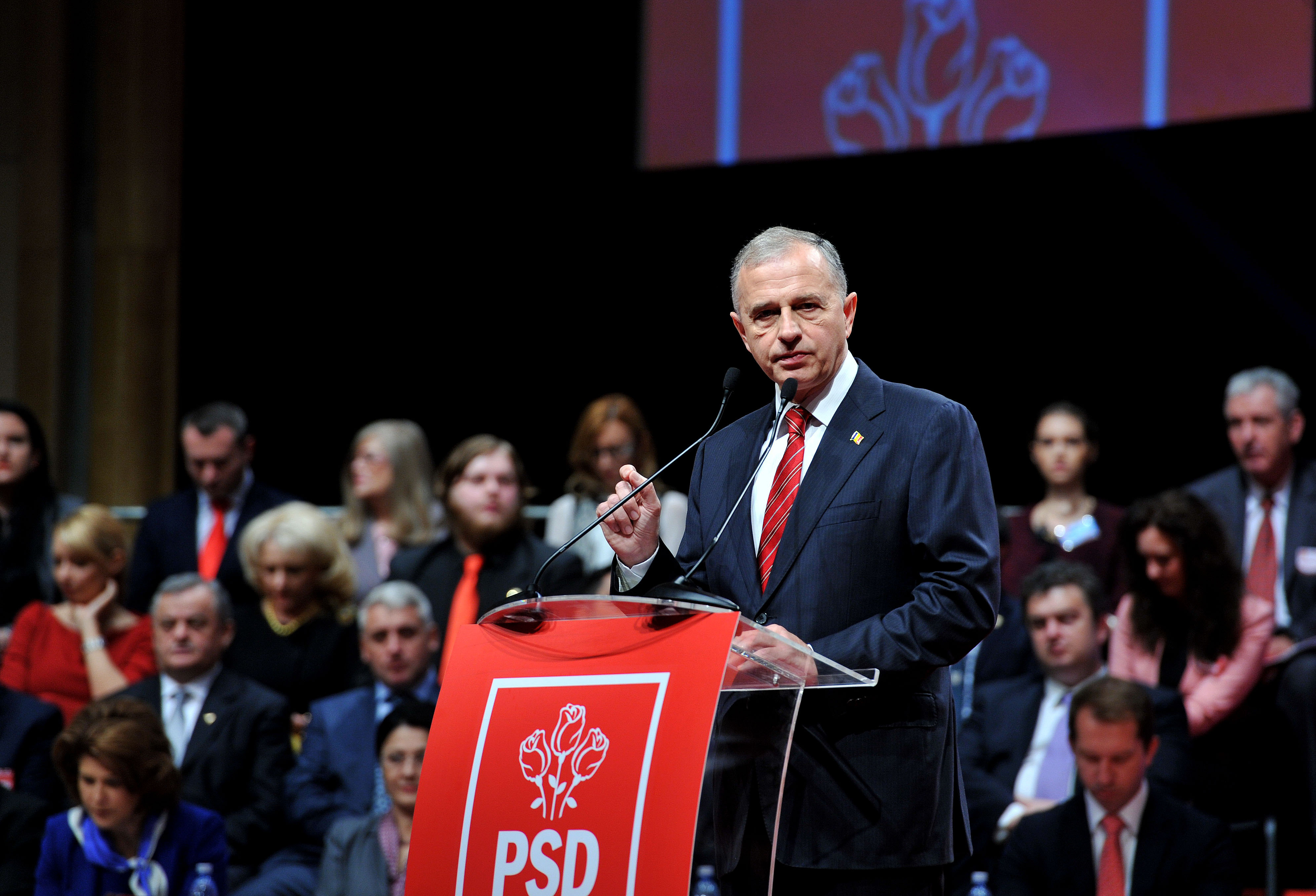
Mircea Geoană al Consiglio nazionale del Partito Social Democratico nel 2013.

Dopo l'estate del 2012 riuscì a riallacciare i rapporti con il PSD, che lo inserì nelle liste elettorali dell'Unione Social-Liberale, coalizione costituita insieme al PNL in funzione anti-Băsescu. Alle parlamentari del 9 dicembre 2012 ottenne il terzo mandato da senatore, conseguendo l'elezione nella circoscrizione di Dăbuleni-Segarcea con 46.833 voti, pari al 70,75% delle preferenze. Nel corso della legislatura fu membro della commissione per gli affari europei (da dicembre 2012 a ottobre 2013), di quella per i rumeni all'estero (da febbraio 2014 a dicembre 2016) e presidente della commissione congiunta con la camera dei deputati per l'adesione della Romania allo spazio Schengen (da giugno 2013 a dicembre 2014).
In seguito a nuove tensioni sorte in seno al PSD, scaturite dalla sconfitta di Victor Ponta alle elezioni presidenziali del 2014, il 27 novembre 2014 il comitato esecutivo decise di allontanarlo definitivamente dal partito al fianco di Dan Șova e Marian Vanghelie, che avevano criticato la dirigenza. In conseguenza dell'espulsione dal partito, perse anche la funzione di alto rappresentante del primo ministro per la promozione di progetti economici strategici, che rivestiva dal 12 febbraio 2014. Per questo motivo fu costretto anche a liberare l'appartamento di proprietà del patrimonio di Stato cui aveva diritto grazie a tale posizione.
Accusando Ponta di deviazionismo dall'identità di centro-sinistra del PSD, nel marzo 2015 fondò il Partito Sociale Romeno, che nel giugno 2015 sostenne una mozione di sfiducia contro il governo Ponta IV. Il PSRO non andò oltre l'1,2% alle elezioni locali del 2016 e nel 2017 si sciolse.

### Elezioni presidenziali del 2024
Nel settembre 2024 si dimise da vicesegretario generale della NATO per presentare la propria candidatura alla presidenza della Romania. L'11 settembre 2024 affermò di aver preso la decisione di concorrere per operare un cambio nella politica romena. Aggiunse di non sentirsi rappresentato da alcun partito e che per tale motivo si candidava da indipendente. Fu sostenuto ufficialmente dall'associazione "La Romania Rinasce" e dai rappresentanti del Partito Romania in Azione.
Nel corso della campagna elettorale fu oggetto delle critiche da parte di altri candidati. Il leader dell'USR Elena Lasconi lo accusò di aver incontrato Tal Hanan, noto per aver manipolato le elezioni in vari paesi del mondo, mentre Marcel Ciolacu (PSD) sollevò delle preoccupazioni sull'esistenza di una fattoria di bot in un edificio di Bucarest che operava per la campagna di Geoană. Questi negò ogni accusa.
Al primo turno del 24 novembre 2024 conseguì poco più del 6%. Nella stessa sera biasimò il voto espresso da numerosi elettori in favore di candidati antisistema e annunciò il suo ritiro dalla vita politica. Al ballottaggio si espresse per il sostegno a Elena Lasconi, poiché rappresentava l'unico candidato europeista e atlantista ancora in corsa.

## Aspetti controversi
Nel luglio 2024 fu pubblicato un articolo a firma della giornalista Emilia Șercan che sosteneva che Geoană avesse plagiato 78 delle 279 pagine della tesi di dottorato sostenuta nel 2005 traducendo, senza citarli, i rapporti annuali presentati dai presidenti degli Stati Uniti Bill Clinton e George W. Bush.
Il 14 agosto 2024 la commissione etica dell'Accademia degli Studi Economici comunicò che, in seguito all'analisi successiva alla segnalazione, aveva rilevato il plagio di 43 righe e di due tabelle, pari a circa l'1% dell'opera.

## Vita privata
Sposò la moglie Mihaela nel 1985. La coppia ha avuto due figli, Ana Maria e Alexandru.
Mihaela Geoană è presidente della fondazione "Renașterea" e dal 2007 al 2015 lo è stata della Croce Rossa Rumena. Il fratello minore della moglie, Ionuț Costea, è stato presidente di EximBank.
Mircea Geoană è un sostenitore della squadra di calcio Rapid Bucarest.

## Opere
- (RO) Politica externă a României la începutul secolului XXI, 2005.
- (RO) America, Europa și Modernizarea României - Fundamente pentru un proiect românesc de societate, 2006.
- (RO) Modelul Social Românesc - Calea către o altă Românie, 2008.
- (RO) Încredere, 2009.
- (RO) Bătălia pentru viitorul României. Gândurile unui român la vârful NATO, Litera, 2023.